# 470

## Nașteri
- dată necunoscută: Papa Ioan al II-lea al 56-lea papă al Bisericii Catolice (d. 535)
- dată necunoscută: Papa Ioan I  (d. 526)
- dată necunoscută: Albin de Angers episcop (d. 550)